# Grita (banda sonora)
Grita es el tercer álbum de banda sonora de la serie Bia, que fue lanzado el 6 de marzo de 2020, por Walt Disney Records, en versión física y en plataformas digitales.
El álbum contiene 12 canciones, utilizadas en la segunda temporada de la serie, como las grupales "Grita", "Voy", "Aquí me encontrarás", entre otras.

## Sencillos
- ¿Cuándo pasó?: el primer sencillo del álbum lanzado el 3 de enero del año 2020 junto con su videoclip e interpretado por Isabela Souza y Julio Peña.
- Sentirse bien: el segundo sencillo interpretado por la protagonista de la serie, Isabela Souza. Tiene letra tanto en castellano, como en portugués. Fue lanzada el día 7 de febrero de 2020, junto con su lyric video y su video musical fue estrenado dentro del episodio 30 el 24 de abril de 2020
- Grita: el sencillo que le da nombre al álbum y la canción grupal principal de la segunda temporada. Es interpretada por todo el elenco. Fue lanzada el 6 de marzo, junto con el CD.

## Lista de canciones
| N.º   | Título                                                                   | Escritor(es)                                                                                    | Duración |  |
| 1.    | «Grita» (Elenco de BIA)                                                  | Alberto Hernández Torres Andrés Torres Felipe Mejía Mauricio Rengifo Pablo Arévalo Pablo Benito | 3:07     |  |
| 2.    | «Sentirse bien» (Isabela Souza)                                          | Guido Panelli Sebastián Athié                                                                   | 3:02     |  |
| 3.    | «¿Cuándo pasó?» (Isabela Souza, Julio Peña)                              | Andrés Alberto Guardado Cortés Omar Yubeili Baños                                               | 3:29     |  |
| 4.    | «Aquí me encontrarás» (Elenco de BIA)                                    | Eduardo Frigerio Federico San Millán                                                            | 3:57     |  |
| 5.    | «Dame un beso» (Julio Peña)                                              | Daniela Dapadula Eduardo Frigerio Federico San Millán José María Lassaga                        | 3:25     |  |
| 6.    | «Voy» (Elenco de BIA)                                                    | Federico Vilas Mauro Franceschini                                                               | 3:50     |  |
| 7.    | «Una vez más» (Isabela Souza)                                            | Eduardo Frigerio Federico San Millán María Florencia Ciarlo                                     | 3:06     |  |
| 8.    | «Los besos que te di» (Guido Messina)                                    | Guido Messina                                                                                   | 3:19     |  |
| 9.    | «Voy por lo que quiero» (Isabela Souza, Agustina Palma, Giulia Guerrini) | Antonela Marcello Ariela Paola Lafuente Pablo Correa Sebastián Mellino                          | 3:34     |  |
| 10.   | «Harta de ti» (Julia Argüelles)                                          | Federico Vilas Mauro Franceschini                                                               | 2:39     |  |
| 11.   | «Déjate amar» (Jandino)                                                  | Jandino                                                                                         | 3:12     |  |
| 12.   | «Karma» (Andrea de Alba)                                                 | Fabían Farhat Larry Coll                                                                        | 3:40     |  |
| 40:11 |                                                                          |                                                                                                 |          |  |